# 白山町川口
白山町川口（はくさんちょうかわぐち）は、三重県津市の町丁。本項ではかつて同区域に存在した一志郡川口村（かわぐちむら）についても記す。

## 地理
津市の南西部、雲出川の右岸、旧・白山町の中心部、名松線の伊勢川口駅から関ノ宮駅にかけての区域にあたる。西で白山町北家城・白山町南家城、南で美杉町八手俣、東で一志町波瀬・一志町井生、雲出川を挟んで北で白山町二本木・白山町古市・白山町稲垣・白山町八対野に接する。北西端に雲出川の瀬戸ヶ淵があり、南西端に高峰がそびえる。雲出川と名松線に並行して三重県道15号久居美杉線が横断し、北東部から三重県道663号二本木御衣田線が北に、北西部から三重県道664号垣内御城線が北に、三重県道580号白山小津線が南東にそれぞれ分岐する。

### 山岳
- 高峰

### 河川
- 雲出川
- 弁天川

## 歴史
- 幕末時点では一志郡川口村であった。「旧高旧領取調帳」の記載によると和歌山藩・津藩の相給。
- 明治4年7月14日（1871年8月29日） - 廃藩置県により和歌山県・津県の管轄となる。
- 明治4年11月22日（1872年1月2日） - 第1次府県統合により、全域が安濃津県の管轄となる。
- 明治5年3月17日（1872年4月24日） - 安濃津県が改称して三重県となる。
- 1889年（明治22年）4月1日 - 町村制の施行により、近世以来の川口村が単独で自治体を形成。
- 1955年（昭和30年）3月15日 - 川口村が家城町・大三村・倭村・八ツ山村と合併して白山町が発足。同町大字川口となる。
- 2006年（平成18年）1月1日 - 白山町が津市・久居市・安芸郡河芸町・芸濃町・美里村・安濃町・一志郡香良洲町・一志町・美杉村と合併し、改めて津市が発足、同市白山町川口となる。

## 世帯数と人口
2019年（令和元年）6月30日現在の世帯数と人口は以下の通りである。
| 町丁       | 世帯数    | 人口    |
| ---------- | --------- | ------- |
| 白山町川口 | 1,007世帯 | 2,222人 |

### 人口の変遷
国勢調査による人口の推移
| 2010年（平成22年） | 2,517人 | [ 6 ] |  |
| 2015年（平成27年） | 2,352人 | [ 7 ] |  |

### 世帯数の変遷
国勢調査による世帯数の推移
| 2010年（平成22年） | 916世帯 | [ 6 ] |  |
| 2015年（平成27年） | 879世帯 | [ 7 ] |  |

## 学区
市立小・中学校に通う場合、学区は以下の通りとなる。
| 番・番地等 | 小学校           | 中学校           |
| ---------- | ---------------- | ---------------- |
| 全域       | 津市立川口小学校 | 津市立白山中学校 |

## 交通

### 鉄道路線

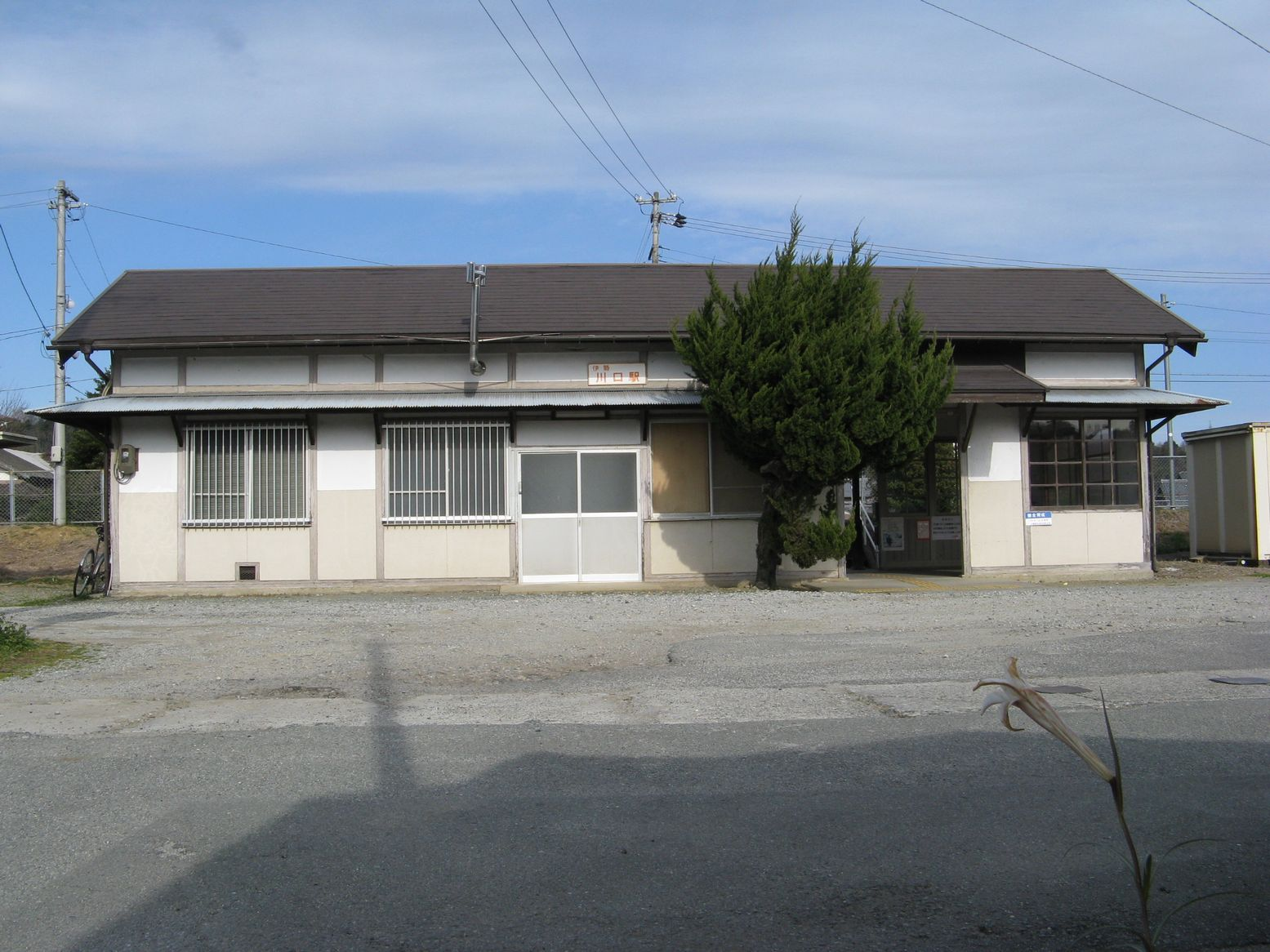
伊勢川口駅

東海旅客鉄道
- 名松線
  - 伊勢川口駅 - 関ノ宮駅

中勢鉄道
- 鉄道線（1943年廃止）
  - 広瀬駅 - 伊勢川口駅

### バス
三重交通
- 多気線
  - 12系統：久居駅 - 本村 - 高野団地 - 川口駅前 - 家城 - 竹原（4往復のみ。津市自主運行路線の受託運行）

津市コミュニティバス
- 城立・福田山ルート
  - 榊原温泉口駅 - グリーンタウン - 八対野 - 算所 - 白山総合支所前 - 関ノ宮 - 家城 - 一志病院
  - 榊原温泉口駅 - グリーンタウン - 八対野 - 算所 - 白山総合支所前 - 関ノ宮 - 家城 - 一志病院前 - 藤 - 城立 - 大原 - 上福田山

### 道路
- 三重県道15号久居美杉線
- 三重県道580号白山小津線
- 三重県道663号二本木御衣田線
- 三重県道664号垣内御城線

## 施設
- 津市役所白山庁舎
- 白山川口郵便局
- 津市立白山中学校
- 津市立川口小学校
- 川口白山比咩神社
- 蔵王山神社
- 秋葉神社
- 仏徳寺
- 盛源寺
- 慶福寺
- 西称寺
- 観音寺
- 宝田寺
- 医王寺
- 西向寺
- COCOPA RESORT CLUB 白山ヴィレッジゴルフコース
- COCOPA RESORT CLUB 三重白山ゴルフクラブ
- 伊勢湾ゴルフクラブ
- ホテルアザリア
- ホテルシャトーフェニックス

## その他

### 日本郵便
- 郵便番号 : 515-2603[3]（集配局：白山郵便局[9]）。